# Nambiri
Nambiri ist eine Siedlung im Distrikt Saboba in der Region Nord in Ghana. Sie liegt im Nordosten der Region nahe dem Fluss Oti, der hier die Grenze zum benachbarten Togo bildet.
Nach der Volkszählung von 2013 hatte der Ort noch 150 Einwohner.

## Geschichte
Während der deutschen Kolonialzeit lag die Siedlung im Westen der Kolonie Togo und war ein bedeutender Siedlungsplatz der Konkomba. Zu dieser Zeit gehörte der Ort zum deutschen Verwaltungsbezirk Sansane-Mangu.
Im Ersten Weltkrieg wurde der Ort von den Briten besetzt, die es ab 1919 als Teil ihres Völkerbundmandates Britisch-Togoland verwalteten. 1958 kam das Gebiet an das nun unabhängige Ghana.